# Jürgen Bertow

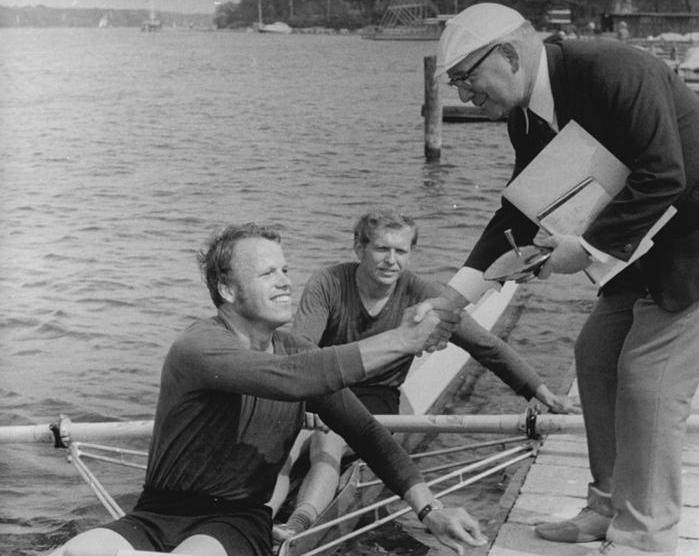
Hans-Ulrich Schmied (vorn) und Jürgen Bertow nach dem Sieg bei der Grünauer Frühjahrsregatta 1976

Jürgen Bertow (* 21. April 1950 in Berlin) ist ein ehemaliger Ruderer aus der DDR. 1974 wurde er Weltmeister im Doppelvierer.
Bertow ruderte für den SC Dynamo Berlin. Er war 1968 Zweiter bei den Junioren-Weltmeisterschaften im Einer. 1973 und 1974 gewann Bertow den Meistertitel der DDR im Doppelvierer. 1974 siegten Joachim Dreifke, Götz Draeger, Rüdiger Reiche und Jürgen Bertow bei der Weltmeisterschaft auf dem Rotsee bei Luzern. Insgesamt gewann die DDR bei der Weltmeisterschaft 1974 in sechs von acht olympischen Bootsklassen der Männer den Titel. 1975 wechselten Dreifke und Bertow in den Doppelzweier. Nach dem Gewinn des DDR-Meistertitels belegten sie bei der Weltmeisterschaft in Nottingham den zweiten Platz hinter den norwegischen Brüdern Alf und Frank Hansen. Bei den Olympischen Spielen 1976 in Montreal trat Bertow zusammen mit Hans-Ulrich Schmied an, die beiden gewannen die Bronzemedaille. 1978 siegte Jürgen Bertow zusammen mit Olaf Moll noch einmal bei der DDR-Meisterschaft.
Bertow hatte nach einer abgeschlossenen Maurerlehre Bauingenieurwesen studiert und gründete in den 1980er Jahren einen eigenen Baubetrieb. 1974 und 1976 wurde er für seine Erfolge mit dem Vaterländischen Verdienstorden in Bronze ausgezeichnet.